# Eugene Randranananteng
Eugene Randranananteng es un deportista malgache que compitió en taekwondo. Ganó una medalla de bronce en el Campeonato Africano de Taekwondo de 1996, en la categoría de –50 kg.

## Palmarés internacional
| Campeonato Africano | Campeonato Africano       | Campeonato Africano | Campeonato Africano |
| Año                 | Lugar                     | Medalla             | Categoría           |
| ------------------- | ------------------------- | ------------------- | ------------------- |
| 1996                | Johannesburgo (Sudáfrica) | Medalla de bronce   | –50 kg              |